# Knut Aron Heyman
Knut Aron Heyman, född 30 december 1870 i Siene församling, Älvsborgs län, död där 27 januari 1926, var en svensk godsägare och riksdagspolitiker för högern.
Heyman var verksam som godsägare i Vårgårda. Hans far Aron Heyman köpte Vårgårda herrgård 1859 och inledde satsningen på kvarnverksamhet som senare ledde fram till tillverkningen av Vårgårdaris och Doggy hundfoder. Familjen Heyman hade fram till dess framgångsrikt drivit textilindustri i Göteborg. I riksdagen var Knut Heyman ledamot av första kammaren från 1920, invald i Älvsborgs läns valkrets. Familjebolaget A Heyman med Vårgårda kvarn togs över av sonen Ivan Heyman.
Han var ordförande i Siene sockens kommunalstämma och kommunalnämnd och ledamot i Älvsborgs läns landsting.